# 藤井信生
藤井 信生（ふじい のぶお、1943年 - ） は、日本の電子工学者。東京工業大学名誉教授。応用科学学会会長、電子情報通信学会基礎・境界ソサイエティ会長を歴任。

## 人物・経歴
福井市出身。1966年慶應義塾大学工学部電気工学科卒業。1968年東京工業大学大学院理工学研究科電子工学専攻修士課程修了。1971年東京工業大学理工学研究科電子工学専攻博士課程修了、工学博士。
アナログ回路専攻で、東京工業大学工学部助手を経て、1975年東京工業大学工学部助教授。1988年東京工業大学工学部教授。1997年電子情報通信学会基礎・境界ソサイエティ会長。
2003年東京工業大学評議員。2005年東京工業大学理工学研究科工学系長・工学部長。2009年東京工業大学特命教授、東京工業大学名誉教授、応用科学学会会長。趣味はアマチュア無線。
2022年、瑞宝中綬章受章。

## 著書
- 『電子科学シリーズ 第59 : リニア回路の設計』産報 1974年
- 『演算増幅器回路の設計』産報出版 1977年
- 『Opアンプの基礎と応用』オーム社 1982年
- 『わかるエレメカトロニクス : 電卓・マイコンからロボットまで』共立出版 1982年
- 『スイッチとキャパシタフィルタの基礎』オーム社 1984年
- 『アナログ電子回路 : 集積回路化時代の』昭晃堂 1984年
- 『線形回路解析演習』朝倉書店 1987年
- 『入門電子回路 : 理工系の人のために』オーム社 1987年
- 『電子工学概論 : 集積回路化時代の』昭晃堂 1991年
- 『なっとくする電子回路』講談社 1994年
- 『よくわかる電気回路』オーム社 1994年
- 『なっとくするディジタル電子回路』講談社 1997年
- 『電子回路入門』実教出版 1999年
- 『電子計測制御』実教出版 2003年
- 『電子回路』実教出版 2003年
- 『最新電子回路入門』実教出版 2004年
- 『電子回路ハンドブック』朝倉書店 2006年
- 『通信技術』実教出版 2007年
- 『電子情報技術』実教出版 2008年
- 『基本から学ぶ電気回路』電気学会 2011年

## 受賞歴
- 1980年電子通信学会学術奨励賞[3]
- 1982年電子通信学会論文賞[3]
- 1996年電子情報通信学会論文賞[3]
- 1998年IEEE APCCAS Best Paper Award[3]
- 1999年電子情報通信学会論文賞[3]
- 2000年電子情報通信学会論文賞[3]
- 2000年IEEJ International Analog VLSI Workshop Best Paper Award[3]
- 2001年IEEJ International Analog VLSI Workshop Best Paper Award[3]
- 2001年電子情報通信学会論文賞[3]
- 2002年IEEE Fellow[3]
- 2002年電子情報通信学会フェロー[3]
- 2003年東工大教育賞[3]
- 2003年電気学会部門特別貢献賞[3]
- 2006年電子情報通信学会基礎境界ソサイエティ特別功労賞[3]